# Uromyrtus rostrata
Uromyrtus rostrata là một loài thực vật có hoa trong Họ Đào kim nương. Loài này được (Lauterb.) N.Snow & Guymer miêu tả khoa học đầu tiên năm 1999.